# 南腰界镇
南腰界镇，原为南腰界乡，是中华人民共和国重庆市酉阳土家族苗族自治县下辖的一个乡镇级行政单位。2018年撤乡设镇。。区划代码改为500242119。

## 行政区划
南腰界镇下辖以下地区：
南界村、红岩村、大坝村、土门村、龙溪村、闹溪村和团结村。

## 中国传统村落
2012年，南界村被评为首批“中国传统村落”。